# Art (singel)
Art – singel polskiego rapera Kizo z albumu studyjnego Posejdon. Singel został wydany 8 czerwca 2020 roku. Tekst utworu został napisany przez Patryka Wozińskiego.
Nagranie otrzymało w Polsce status podwójnej platynowej płyty w 2021 roku.
Singel zdobył ponad 18 milionów wyświetleń w serwisie YouTube (2023) oraz ponad 9 milionów odsłuchań w serwisie Spotify (2023).

## Nagrywanie
Utwór został wyprodukowany przez Antonello. Za mix/mastering utworu odpowiada EnZU. Tekst do utworu został napisany przez Patryka Wozińskiego.

## Twórcy
- Kizo, – słowa[1][2]
- Patryk Woziński – tekst[1][2]
- Antonello – produkcja[1]
- EnZU – mix/mastering[1][2]

## Certyfikaty
| Kraj          | Certyfikat         |
| ------------- | ------------------ |
| Polska (ZPAV) | 2x platynowa płyta |